# 欣澳公共運輸交匯處

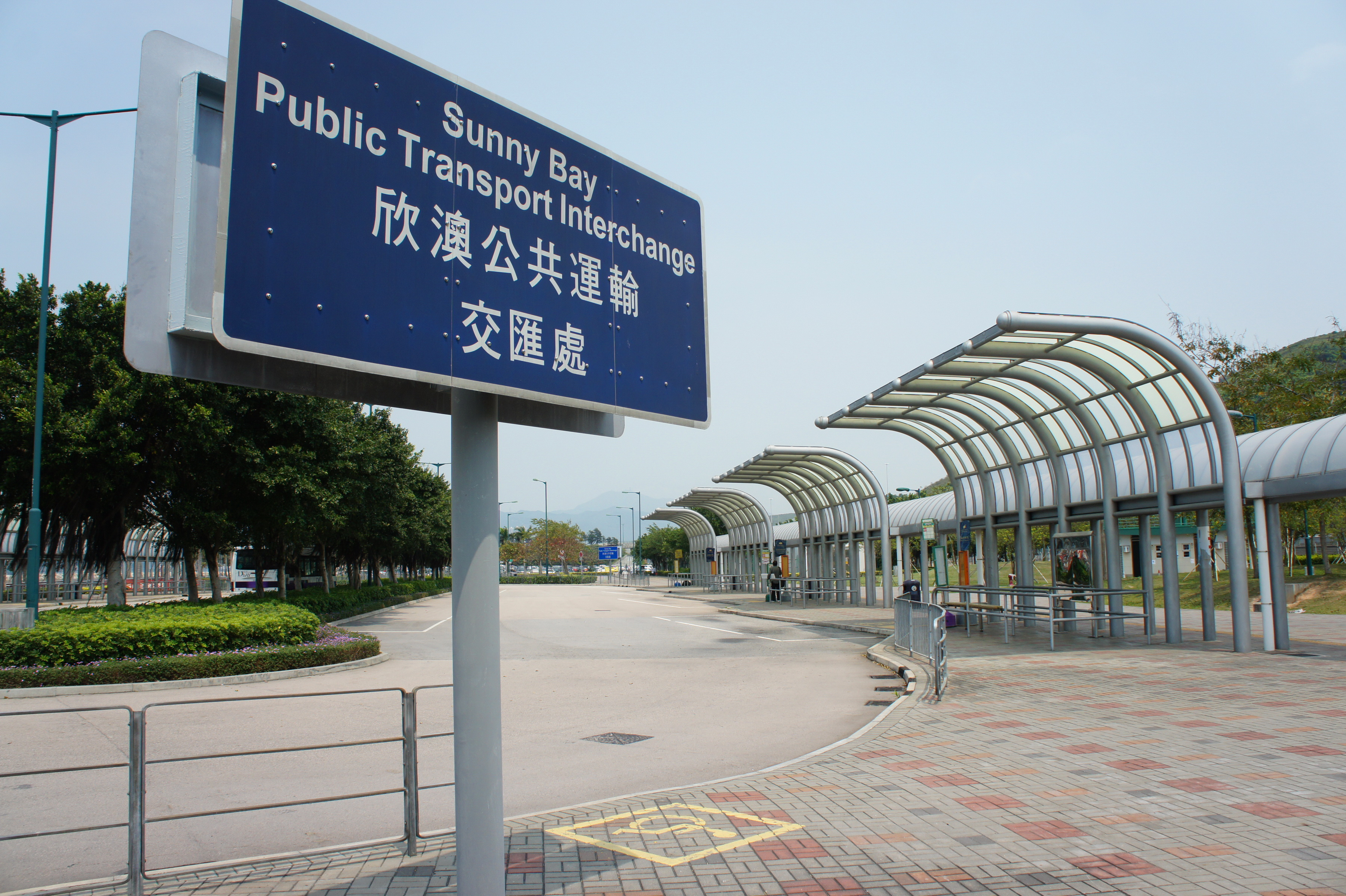
欣澳公共運輸交匯處的南面巴士站位

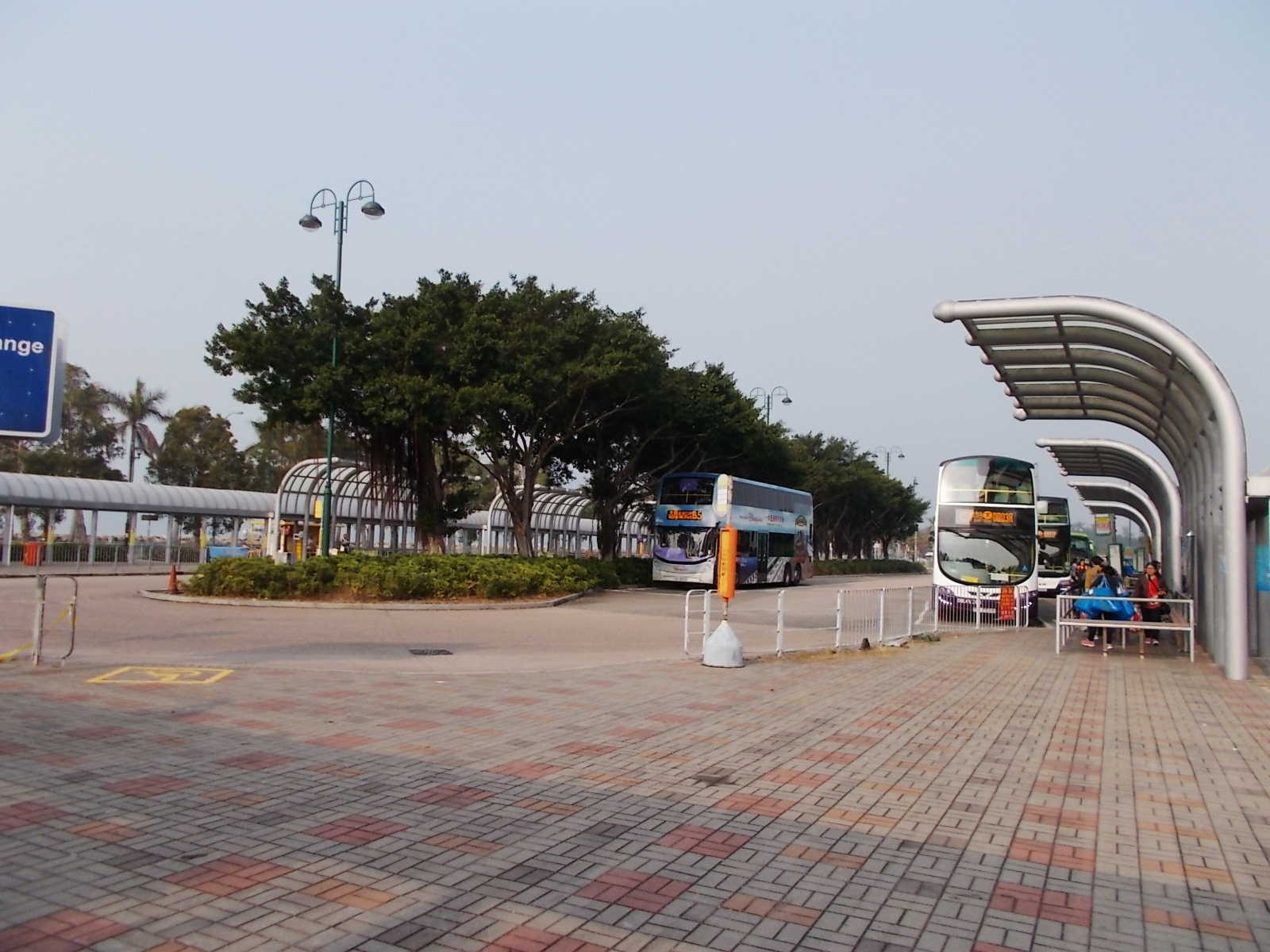
DB03R和B5等巴士停泊在欣澳公共運輸交匯處

欣澳公共運輸交匯處（英語：Sunny Bay Public Transport Interchange）是一個位於香港大嶼山陰澳打水灣的公共運輸交匯處，毗鄰港鐵欣澳站。

## 歷史
- 2005年6月1日：正式啟用
- 2005年9月17日：DB03R投入服務
- 2018年10月24日：B5投入服務

## 總站路線資料

### 愉景灣居民巴士DB03P線
- 欣澳站←→愉景北商場

### 愉景灣居民巴士DB03R線
- 欣澳站←→愉景廣場

提供愉景灣（愉景廣場、碧濤、明翠台、頤峰、時峰、海澄湖畔二段）往來港鐵欣澳站的港鐵接駁巴士服務，於2005年9月17日起投入服務，方便愉景灣居民前往離愉景灣較近的港鐵欣澳站接駁港鐵東涌綫／迪士尼綫往來市區或香港迪士尼樂園。

### 城巴B5線
- 港珠澳大橋香港口岸 ↔ 欣澳站

提供港珠澳大橋往來港鐵欣澳站的服務，和港珠澳大橋同步於2018年10月24日投入服務，於部分時間繞經香港迪士尼樂園。

### 新大嶼山巴士36M線
- 裕雅苑 → 欣澳站

## 重大事故

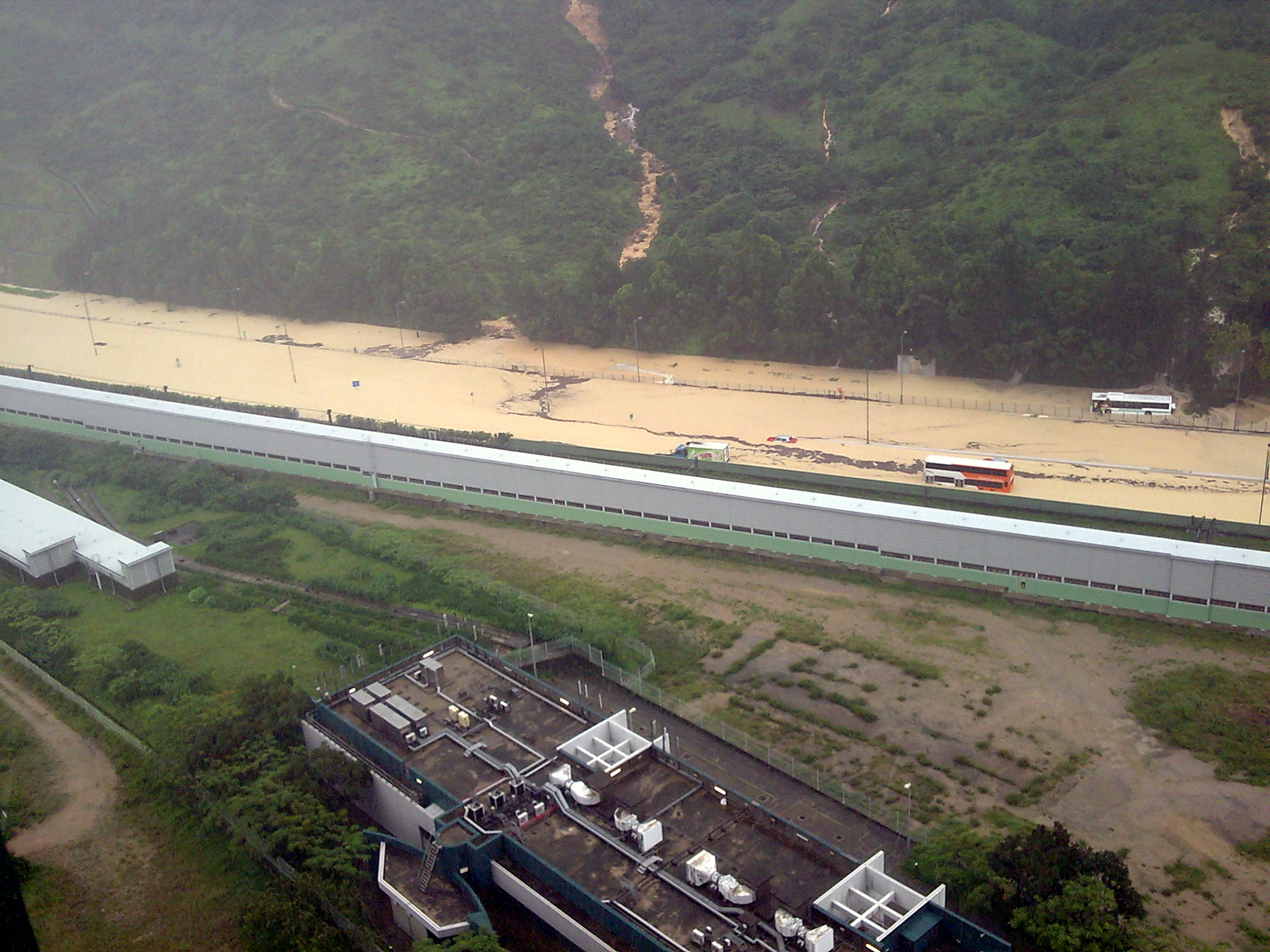
2008年6月7日，北大嶼山公路近映灣園一段被泥石流淹浸，引致公路需要全線封閉

2008年6月7日上午黑色暴雨警告信號發出期間，近東涌映灣園一段對上的一幅斜坡有大量黃泥水湧下北大嶼山公路路面，來回程全數6條行車線及翔東路2條行車線被水淹浸，引致來住市區、東涌及機場交通癱瘓。除S1外，所有由東涌或機場開住市區的巴士路線全部停駛；而市區開住東涌或機場則全部改停青衣鐵路站、欣澳站或迪士尼站。是次舉動令本公共運輸交匯處首次有多條巴士線及巴士公司進駐。